# Åkerjordfly
Åkerjordfly (Agrotis exclamationis) är en fjärilsart som beskrevs av Linnaeus 1758. Åkerjordflyet ingår i släktet Agrotis, och familjen nattflyn.

Vingspannet är 30-40 millimeter. Arten är spridd över hela Europa och reproducerande i Sverige. Inga underarter finns listade.

## Bildgalleri

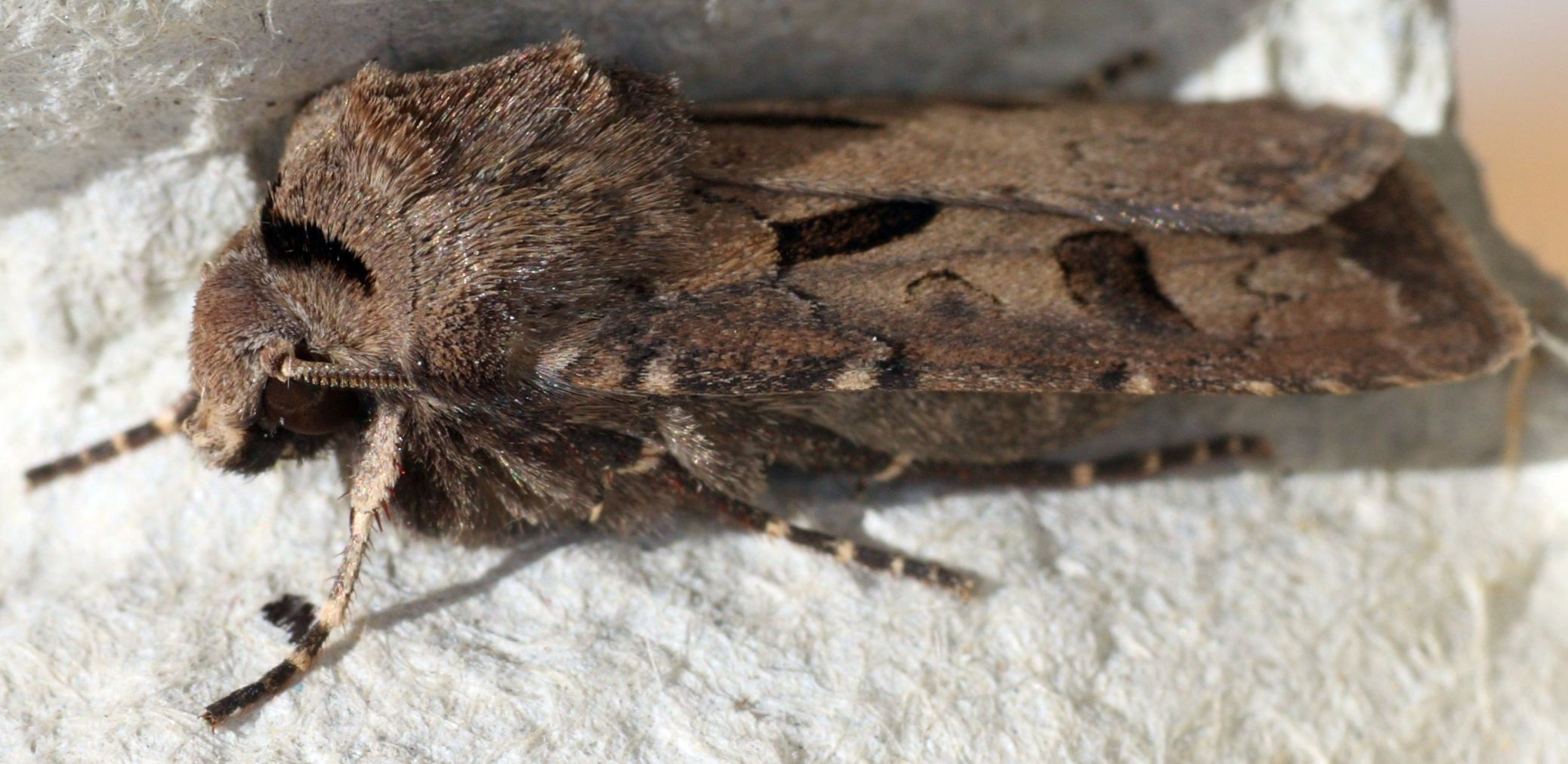
Profil
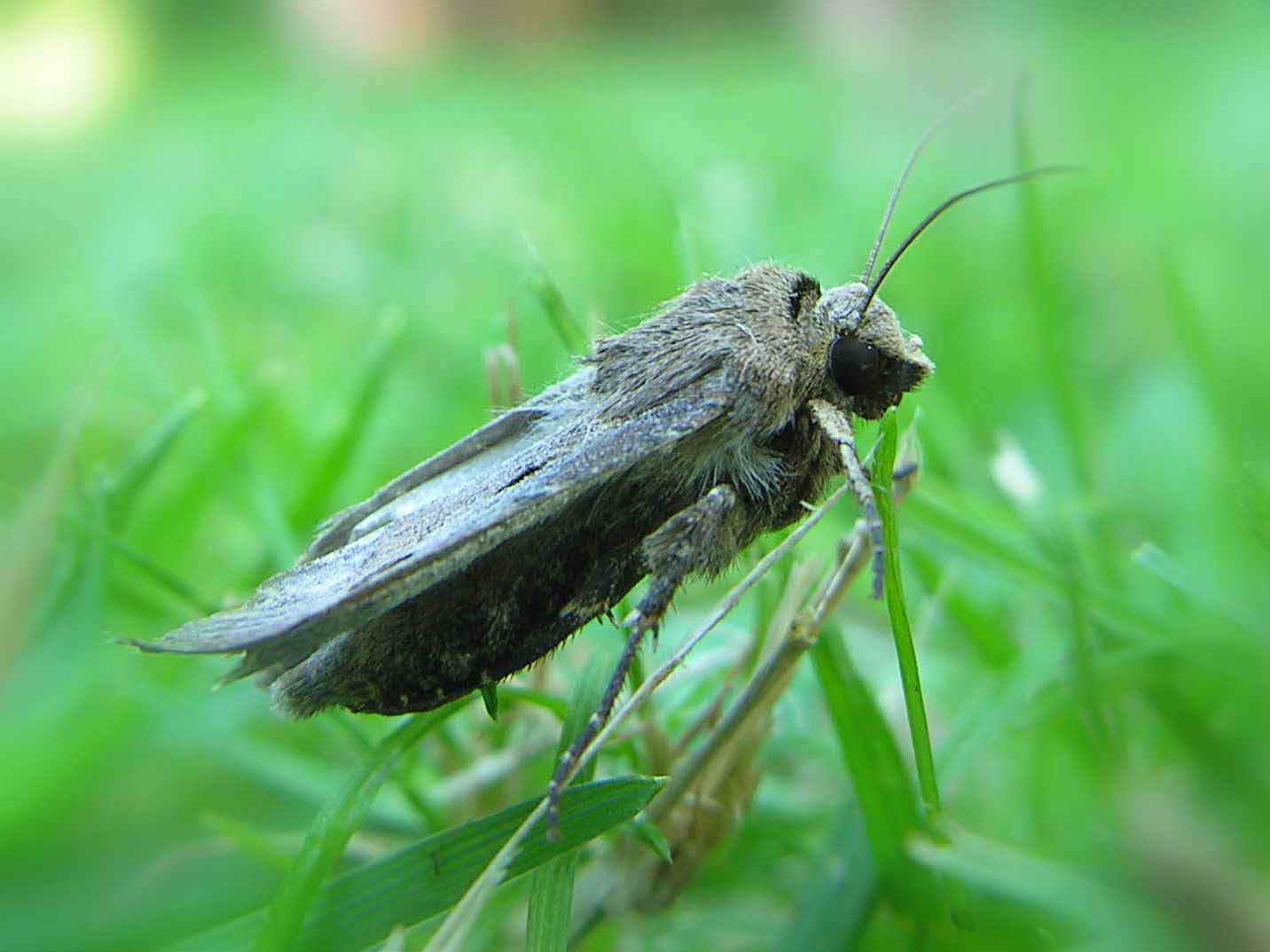
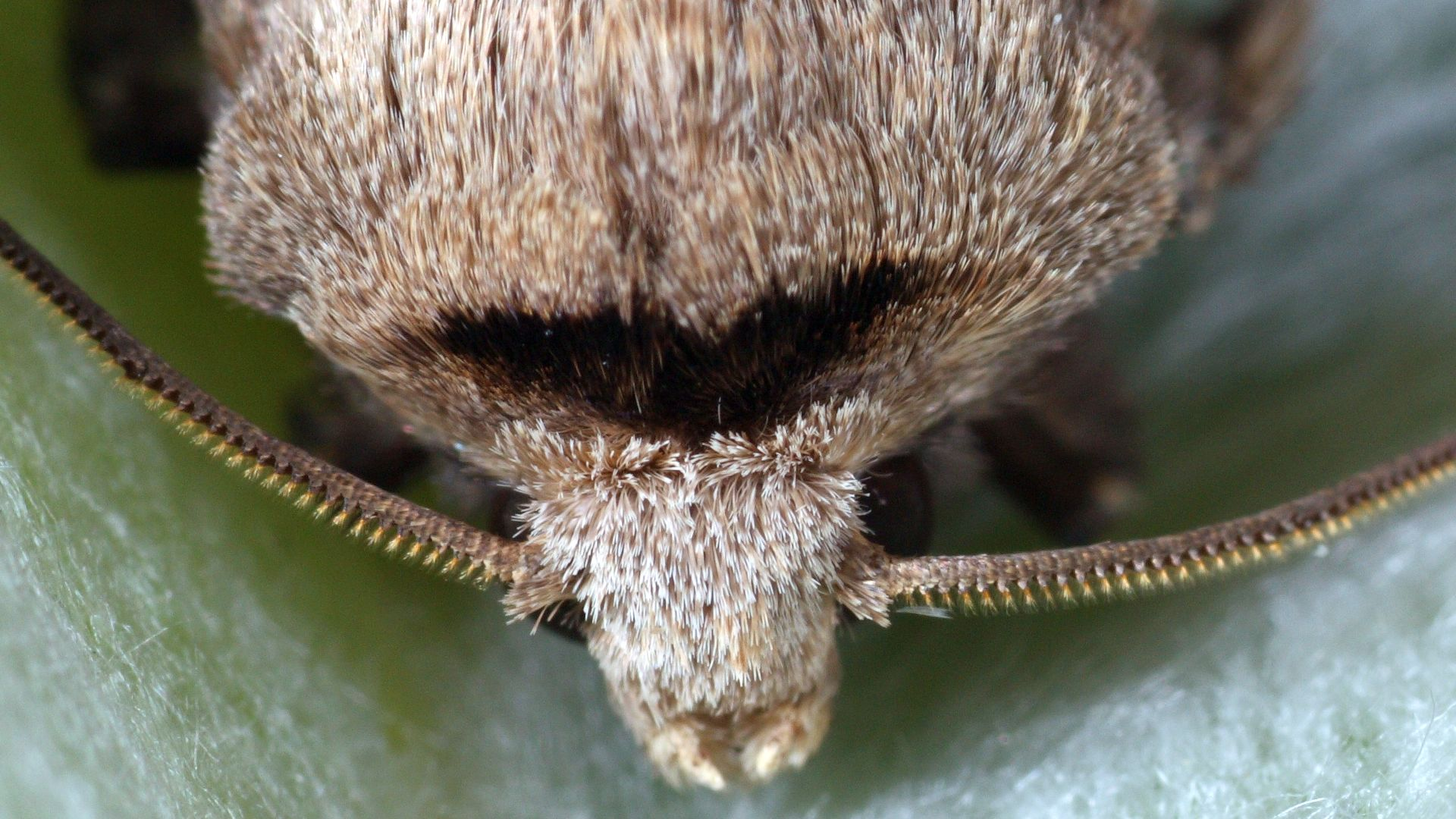
Främre märke
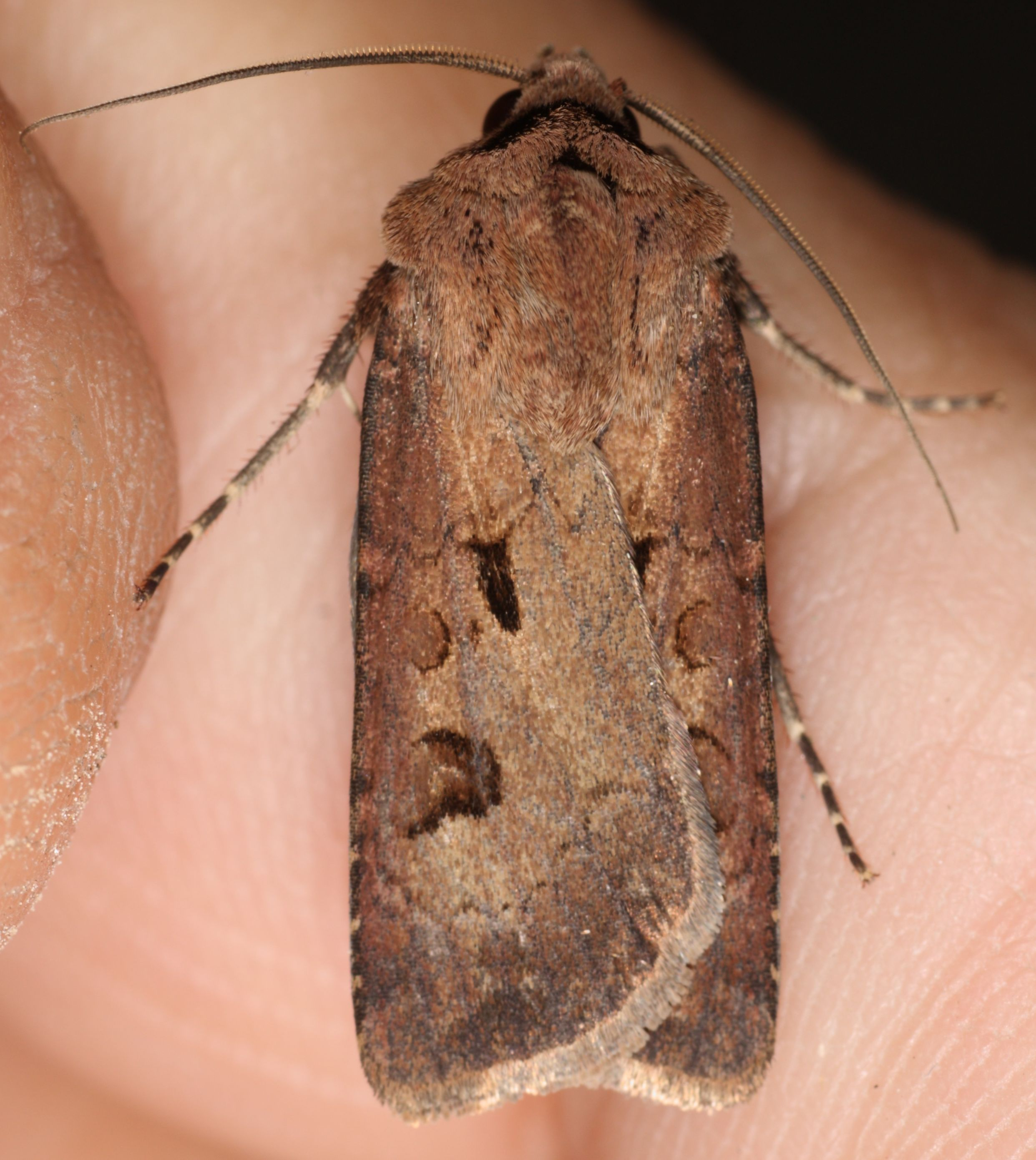
Färgvariation
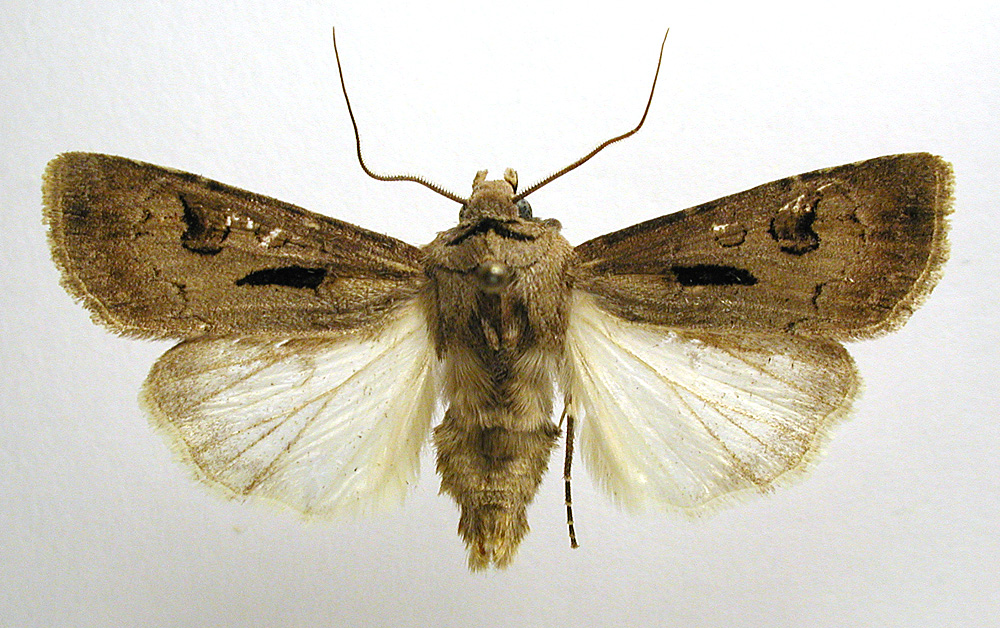
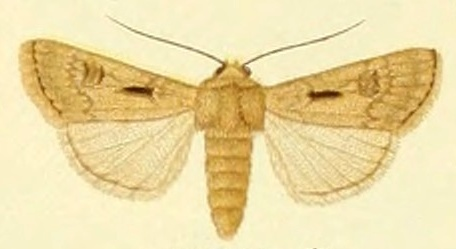
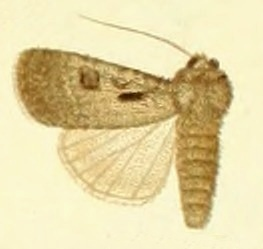
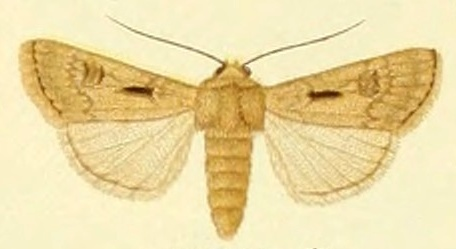
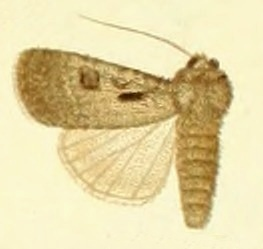